# واکنش نوزاکی–هیاما–کیشی
واکنش نوزاکی–هیاما–کیشی (به انگلیسی: Nozaki–Hiyama–Kishi reaction) که به اختصار واکنش ان‌اچ‌کی(به انگلیسی: NHK reaction) نیز گفته می‌شود، نوعی واکنش جفت‌شدن نیکل/کروم است که طی آن یک آلدهید و یک آلیل (یا وینیل) هالید با یکدیگر واکنش داده و یک الکل تولید می‌کنند. این نام واکنش آلی نخستین بار در سال ۱۹۷۷ میلادی توسط تامجیرو هیاما و هیتوسی نازاکی کشف گردید و سپس به وسیله شیمیدان آمریکایی-ژاپنی یوشیتو کیشی توسعه یافت.